# Le Cadavre dans la Rolls
Le Cadavre dans la Rolls (Trunk Music, dans l'édition originale en anglais américain) est un roman policier de Michael Connelly, paru en 1997. C'est le cinquième roman mettant en scène le personnage d'Harry Bosch.

## Résumé
Pour la mafia de Las Vegas, « faire chanter le coffre » signifie éliminer une personne et la laisser dans le coffre d'une voiture. Lorsque Anthony Aliso, réalisateur de films érotiques de piètre qualité est retrouvé mort à l'intérieur de sa Rolls Royce près de Mulholland Drive, les suspects semblent tout trouvés. Avec quelques nuances : la veuve ne semble pas particulièrement affectée par la nouvelle du décès, et les experts en criminalité organisée n'adhère pas à l'opinion de Bosch concernant cette affaire.
L'issue ? Aller à Las Vegas et tenter de comprendre. Vengeance de la femme trahie ? Affrontement sanglant entre policiers de haut rang ?

## À propos du titre
Alors que le titre français est explicite, le titre original du roman (Trunk Music) semble plus énigmatique. Signifiant littéralement la petite musique du coffre, l'explication en est donnée très tôt :
« C'est une expression des affranchis de Chicago. Quand ils butent un gars, ils disent : "Tony ? T'en fais plus pour lui. Il joue de la musique dans le coffre. Tu ne le verras plus". »
— Michael Connelly , en page 43 de l'édition française

## Personnages
Hieronymus « Harry » Bosch : Inspecteur au LAPD à la Division des homicides à Hollywood
- Anthony Aliso : Victime, producteur de films, retrouvé mort dans le coffre d'une Rolls-Royce.

- Kizmin Rider : Inspectrice du LAPD à la division des homicides à Hollywood, nouvelle dans l'équipe de Bosch.

- Jerry Edgar : Inspecteur du LAPD ; partenaire de Bosch.

- Grace Billets : Lieutenant du LAPD au commissariat d’Hollywood.

- Eleanor Wish : Ancienne agente spéciale du FBI, désormais joueuse professionnelle de poker à Las Vegas.

- Veronica Aliso : Veuve d’Anthony Aliso.

- Ray Powers : Officier de patrouille à la division d'Hollywood, assigné temporairement à l’équipe de Bosch.

- Joseph Marconi : Parrain de la mafia de Las Vegas, connu sous le pseudonyme Joey Marks.

- Roy Lindell : Agent spécial du FBI, infiltré sous l’identité de Luke Goshen, lieutenant de la mafia.

- John Felton : Capitaine de la police de Las Vegas (LVPD).

## Contexte et chronologie
Harry Bosch réintègre la division des homicides d’Hollywood après une suspension administrative survenue à la suite de tensions internes au sein du LAPD. Dès son retour, Bosch hérite d’une affaire apparemment banale : le corps de Tony Aliso, un producteur hollywoodien de seconde zone, est retrouvé dans le coffre d'une Rolls-Royce abandonnée à Mulholland Drive. Rapidement, l’enquête révèle des ramifications bien plus complexes, liant le crime organisé, le blanchiment d’argent et les casinos de Las Vegas.
Harry Bosch forme pour l’occasion un trio d’enquêteurs avec ses anciens collègues Jerry Edgar et Kizmin Rider. Ensemble, ils se heurtent aux limites imposées par leur hiérarchie, notamment par le capitaine Harvey Pounds, réticent à autoriser des investigations hors de leur juridiction. L’enquête pousse Bosch à se rendre à Las Vegas, où il croise de nouveau Eleanor Wish, ex-profileuse du FBI devenue joueuse professionnelle de poker. Leur relation, déjà explorée dans les précédents romans, est ravivée dans un climat de méfiance et d’ambiguïtés sentimentales.
L’affaire devient de plus en plus délicate lorsque Bosch découvre qu’un membre du LAPD pourrait être impliqué dans une opération de couverture, remettant en cause l’intégrité de sa propre institution. Les tensions interservices avec le FBI et la police locale de Las Vegas compliquent également la progression de l’enquête. Ce roman marque un moment important dans l’arc narratif de Bosch : bien qu’endurci par les désillusions du métier, il cherche encore à maintenir son intégrité dans un système miné par les compromissions.

## Accueil critique
À sa sortie, le roman reçoit des critiques généralement positives. Publishers Weekly salue un retour réussi au polar urbain, soulignant une intrigue « bien ficelée » et une montée en tension maîtrisée, même si la complexité des ramifications mafieuses peut ralentir le rythme. Bookreporter le considère comme l’un des romans les plus « équilibrés » de la série, combinant enquête classique, satire du monde hollywoodien et introspection psychologique du héros.
Dans une rétrospective sur les premiers romans de Connelly, CrimeReads note que Trunk Music marque un tournant narratif, réintroduisant des personnages clés comme Eleanor Wish tout en explorant davantage la vulnérabilité de Bosch, notamment dans ses relations personnelles. Le roman est également reconnu pour sa représentation critique des pratiques policières, et pour son traitement nuancé des conflits de juridiction avec d’autres agences fédérales, comme le FBI ou la police de Las Vegas.

## Éditions
Édition américaine
- (en) Michael Connelly, Trunk Music, Boston, Little, Brown and Company, 1997, 383 p. (ISBN 978-1-4555-5065-4)

Éditions françaises
- Michael Connelly (trad. de l'anglais américain par Jean Esch), Le Cadavre dans la Rolls [« Trunk Music »], Paris, Éditions du Seuil, coll. « Seuil policiers », 1998, 372 p. (ISBN 978-2-7028-1951-7)

Le roman à fait l'objet de six rééditions en France.

## Livres audio
La traduction française du roman (traduit de l'américain par Jean Esch) a fait l'objet, en 2007, d'une édition sous forme de livre audio, dans une narration d'Éric Herson-Macarel, d'une durée de 13 heures 40 minutes.

## Adaptation télévisée
La saison 2 de la série Harry Bosch des Studios Amazon  est en partie librement adaptée de ce roman

## Distinctions

### Prix
Le roman a été récompensé par un prix littéraires:
- Prix Barry 1998 du meilleur roman[8]

### Nominations
Il a également été nommé pour deux autres prix littéraires:
- Prix Macavity 1998 du meilleur premier roman[9]
- Prix Hammett 1998[10]